# Martigné-Ferchaud
Martigné-Ferchaud is een gemeente in het Franse departement Ille-et-Vilaine (regio Bretagne). De plaats maakt deel uit van het arrondissement Fougères-Vitré. Martigné-Ferchaud telde op 1 januari 2022 2.632 inwoners.
De spoorweghalte Martigné-Ferchaud ligt in de gemeente.

## Geografie
De oppervlakte van Martigné-Ferchaud bedroeg op 1 januari 2022 74,1 vierkante kilometer; de bevolkingsdichtheid was toen 35,5 inwoners per km².

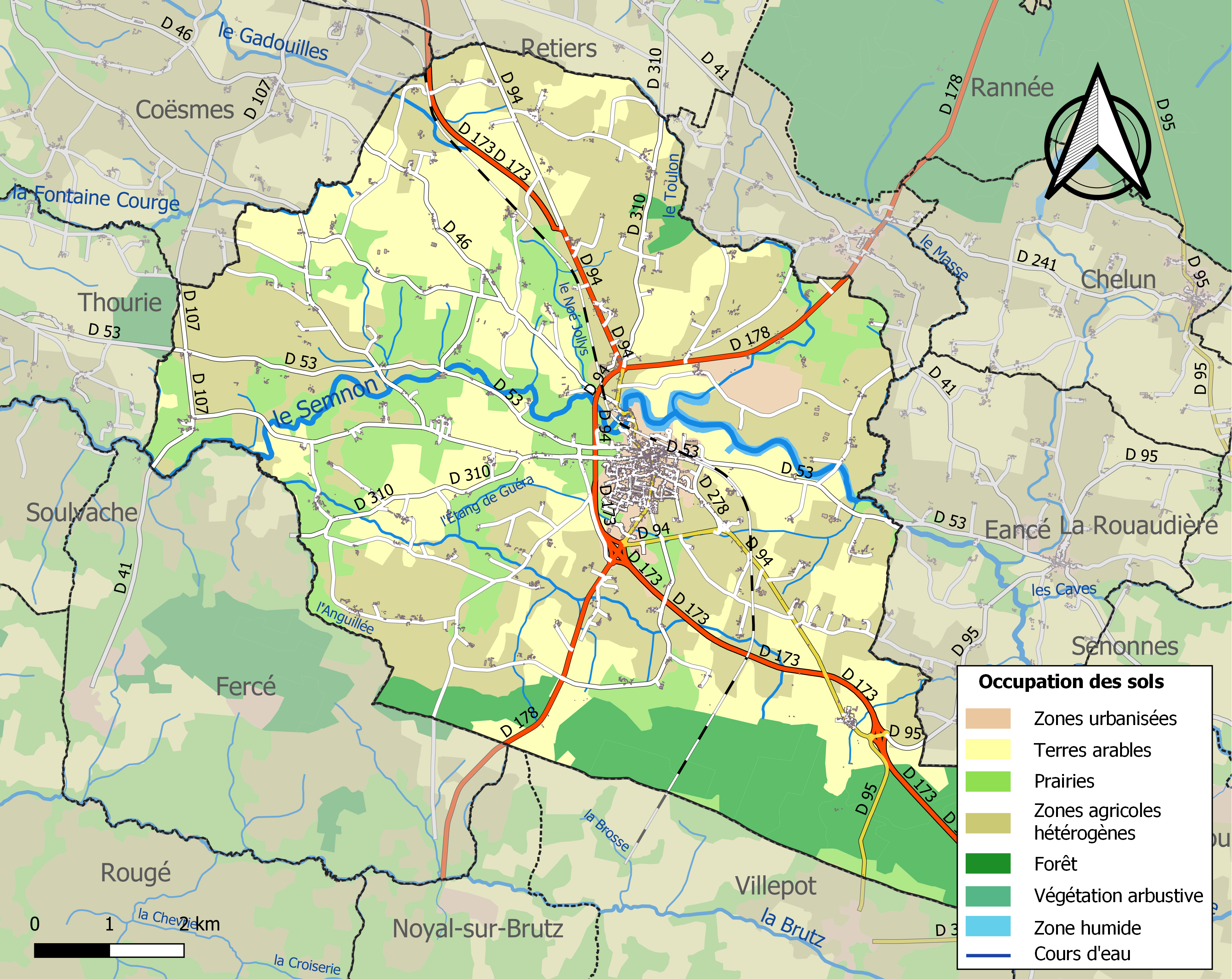
Kaart van de gemeente met belangrijkste infrastructuur, bodemgebruik en omliggende gemeenten

## Demografie
Onderstaande figuur toont het verloop van het inwonertal, bron: INSEE-tellingen. 